# Комендор-сержант

Нарукавный шеврон комендор-сержанта (с 1960 года)

Комендо́р-сержа́нт, Орудийный Сержант (англ. Gunnery Sergeant, GySgt) — воинское звание старшего сержантского состава корпуса морской пехоты США.
Звание занимает седьмую ступень воинской иерархии (E-7) корпуса морской пехоты, находясь в ней ниже мастер-сержанта и первого сержанта и выше штаб-сержанта. Таким образом, комендор-сержант соответствует сержанту первого класса (сухопутные войска США), мастер-сержанту (Космические Силы и ВВС США), а также чиф-петти-офицеру (ВМС и Береговая охрана США).
Эквивалентные звания в НАТО обозначаются кодом OR-7 (соответствуя, например, старшему сержанту (англ. colour sergeant) Королевской морской пехоты, гауптфельдфебелю (нем. Hauptfeldwebel) ВС Германии (бундесвера), старшему сержанту Датской королевской армии, эпикелефсту ВМС Греции или старшему боцману ВМС Польши).

## История
Звание комендор-сержанта было введено во время испано-американской войны 1898 года. Нарукавный знак различия представлял собой три направленных вверх шеврона, три находящиеся под ним полосы, а в центре образовавшегося треугольника — перекрещённые винтовка и лёгкая морская пушка за эмблемой корпуса морской пехоты («орёл, якорь и глобус»).
В 1904 году знаки различия комендор-сержантов были изменены: исчезли горизонтальные полосы, а в центре стали располагаться два скрещённых ружья с горящей гренадой перед ними.
Комендор-сержанты очень часто именуются неофициальным обращением «ганни» (Gunny). Несмотря на то, что это обращение является очень часто употребляемым в Морской Пехоте США, некоторые его носители, предпочитают использовать полное официальное обращение.
В 1929 году на знак различия были снизу добавлены две дуговые нашивки. В 1937 году были убраны ружья с гренадой, а с 1960 года — возвращены только ружья.
| Знаки различия комендор-сержанта | Знаки различия комендор-сержанта | Знаки различия комендор-сержанта | Знаки различия комендор-сержанта |
| в 1898—1904 годах                | в 1904—1929 годах                | в 1929—1937 годах                | в 1937—1959 годах                |
| -------------------------------- | -------------------------------- | -------------------------------- | -------------------------------- |
|                                  |                                  |                                  |                                  |

## Известные комендор-сержанты
- Бейзилон, Джон
- Хэскок, Карлос Норман
- Эрми, Ли

## Комендор-сержанты в массовой культуре
Комендор-сержант Томас Хайуэй — главный герой фильма «Перевал разбитых сердец» (режиссёр и исполнитель — Клинт Иствуд).
Комендор-сержант Хартман в Фильме «Цельнометаллическая оболочка» (режиссёр - Стэнли Кубрик; исполнитель - Ли Эрми). Через 18 лет после выхода фильма, исполнитель роли Комендор-сержанта Хартмана, Ли Эрми, сам являвшийся отставным штаб-сержантом Морской Пехоты США, получил почётное звание комендор-сержанта за воплощение Морских Пехотинцев в кино.
Комендор-сержант Стив Батлер — фильма «Небо и земля» (режиссёр — Оливер Стоун; исполнитель — Томми Ли Джонс).
В фильме «Офицер и джентльмен» звание комендор-сержанта носит дрилл-инструктор Эмиль Фоули (в исполнении Луиса Госсетта).
Ветеран Вьетнама, снайпер Боб Суэггер (англ. Bob Lee Swagger) по прозвищу Гвоздильщик — главный герой цикла романов Стивена Хантера. В фильме «Стрелок» роль Гвоздильщика исполнил Марк Уолберг.
Специальный агент Лерой Джетро Гиббс — главный герой американского сериала «Морская полиция: Спецотдел» (с 2003 года; исполнитель — Марк Хэрмон).
Проведший восемь лет в плену ветеран Ирака Николас Броуди (англ. Nicholas Brody) из американского сериала «Родина» (2011).
Главный действующий персонаж трилогии «Великий уравнитель» Роберт Макколл, исполнитель — Дензел Вашингтон.